# Drepanostachyum stoloniforme
Drepanostachyum stoloniforme är en gräsart som beskrevs av S.H.Chen och Zhen Z.Wang. Drepanostachyum stoloniforme ingår i släktet Drepanostachyum och familjen gräs. Inga underarter finns listade i Catalogue of Life.